# Peripatus swainsonae
Peripatus swainsonae is een ongewerveld dier dat behoort tot de stam van de fluweelwormen (Onychophora). De wetenschappelijke naam van de soort werd voor het eerst geldig gepubliceerd door Cockerell in 1893.